# La sombra en la ventana
 La sombra en la ventana  es una película de Argentina filmada en colores dirigida por Gustavo Provitina sobre su propio guion que se estrenó el 27 de junio de 2019 y tuvo como actores principales a Manuela Pal, Jorge Booth, Julieta Andrae y Alejandro Lise. La película fue declarada de  Interés Legislativo por la Cámara de Senadores de la Provincia de Buenos Aires, por su temática sobre la trata de personas.

## Sinopsis
La vida de una joven que además de ser abusada por su padre fue  explotada  y obligada a prostituirse tras ser vendida a una red de trata de personas.

## Reparto
Intervinieron en el filme los siguientes intérpretes:
- Manuela Pal
- Jorge Booth
- Julieta Andrae
- Alejandro Lise
- Néstor Gianotti
- Clara Saccone
- María Eugenia Hoppe
- Gladys Pilla
- Leticia Grisolía